# Филимоново (Челябінська область)
Филимоново (рос. Филимоново) — село у Чебаркульському районі Челябінської області Російської Федерації.
Входить до складу муніципального утворення Филимоновське сільське поселення. Населення становить 1449 осіб (2010).

## Історія
Від 1935 року належить до Чебаркульського району Челябінської області.
Згідно із законом від 16 листопада 2004 року органом місцевого самоврядування є Филимоновське сільське поселення.

## Населення
| 2002 | 2010  |
| ---- | ----- |
| 1560 | ↘1449 |